# Necromys
Necromys (häufig als Bolomys geführt) ist eine in Südamerika lebende Nagetiergattung aus der Gruppe der Neuweltmäuse. Sie ist eng mit den Südamerikanischen Feldmäusen (Akodon) verwandt und werden manchmal als deren Untergattung klassifiziert. Die Gattung umfasst zehn Arten.
Diese Nagetiere sind kleine, mäuseähnliche Tiere. Sie erreichen eine Kopfrumpflänge von 9 bis 13 Zentimetern, hinzu kommt ein 6 bis 9 Zentimeter langer Schwanz. Das Gewicht beträgt rund 20 bis 50 Gramm. Ihr Fell ist hellbraun gefärbt, der Rücken ist etwas dunkler und der Bauch heller. Die Pfoten sind breit und zeigen Anpassungen an eine grabende Lebensweise.
Diese Tiere dieser Gattung sind in verschiedenen Regionen Südamerikas verbreitet. Sie bewohnen die Anden, den Altiplano, den Gran Chaco und das brasilianische Tiefland. Die Lebensweise ist nur von einer Art, Necromys lasiurus, besser bekannt. Diese Art ist nachtaktiv und lebt in unterirdischen, selbst gegrabenen Bauen. Sie sind Allesfresser, die sowohl Insekten als auch pflanzliches Material zu sich nehmen. Mehrmals im Jahr bringt das Weibchen nach einer 21- bis 23-tägigen Tragzeit rund 3 bis 6 Jungtiere zu sich.

## Systematik
Es werden zehn Arten unterschieden:
- Necromys amoenus lebt im Altiplano Perus und Boliviens.
- Necromys benefactus ist von vereinzelten Regionen in Nordargentinien bekannt.
- Necromys lilloi bewohnt den Chaco und das nordwestliche Argentinien.[1]
- Necromys lactens bewohnt Hochländer Boliviens und Argentiniens.
- Necromys lasiurus lebt in Brasilien, Peru und Argentinien. Die genauen Verbreitungsgrenzen sind unbekannt.
- Necromys lenguarum ist im Gran Chaco Boliviens, Paraguays und Nordargentiniens beheimatet.
- Necromys obscurus bewohnt Uruguay und Ostargentinien.
- Necromys punctulatus ist aus Ecuador und Kolumbien bekannt. Das genaue Verbreitungsgebiet ist unklar.
- Necromys temchuki lebt im nordöstlichen Argentinien.
- Necromys urichi ist von Venezuela bis Nordbrasilien verbreitet und kommt auch auf der Insel Trinidad vor.

Die beiden Arten N. obscurus und N. temchuki werden manchmal in einer eigenen Gattung, Cabreramys, gelistet. Der Gattungsname Necromys stammt von einem ausgestorbenen Tier, Necromys conifer, das von Florentino Ameghino 1889 beschrieben wurde und in Nordargentinien lebte. Der Gattungsname Bolomys stammt von Oldfield Thomas aus dem Jahr 1916 und wurde auf die rezenten Vertreter angewandt. Da die Gattungen identisch sind, muss laut ICZN der ältere Name, also Necromys, für die Tiere verwendet werden.